# Leptopholcus dioscoridis
Leptopholcus dioscoridis is een spinnensoort uit de familie trilspinnen (Pholcidae). De soort komt voor in Socrota.